# Il Novellino
Il Novellino è una raccolta di cinquanta novelle divise in cinque parti di Masuccio Salernitano e pubblicata postuma nel 1476, un anno dopo la sua morte. Infatti, la maggior parte di questi racconti erano già stati scritti e pubblicati singolarmente da Masuccio tra il 1450 e il 1457.
La lingua del Novellino si distacca dalla tipica prosa toscana per l'utilizzo di latinismi e forme napoletane che si intonano perfettamente alle atmosfere dei racconti.
Il testo del Novellino, impregnato di forte carattere anticlericale, figura nel primo Indice dei libri proibiti promulgato dalla Santa Congregazione dell'Inquisizione romana.

## Trame
Le trame delle cinque parti sono le seguenti:
1. La prima fa riferimento agli ecclesiastici poco ortodossi o corrotti, o le cui azioni sono meritevoli di scherno: il prelato nel finale è spesso deriso e punito.
2. La seconda parte tratta di mariti gelosi con mogli infelici trattate male e spesso picchiate, corteggiate e conquistate da un amante con l'astuzia. Viene inoltre trattato il tema dell'avarizia, che risulta sempre essere dannosa.
3. La terza parte parla di donne che, trascinate dalla passione, tradiscono i mariti.
4. La quarta parte parla dell'amore, e i finali sono principalmente di due tipi: o la coppia si uccide perché uno non riesce a sopportare la morte dell'altro, oppure un amante riesce con l'inganno a possedere una donna sposata.
5. La quinta parte tratta spesso d'amore, la donna è spesso il protagonista e di origine nobile e il finale è quasi sempre lieto.

### Parte I
Nella prima parte del Novellino protagoniste sono figure del clero, quasi sempre frati, che Masuccio critica per la loro poca devozione ai voti: essi infatti ingannano per soddisfare i loro desideri carnali o arricchirsi, ma non sempre riescono nei loro intenti. Nella novella V, per esempio, il prelato fa la figura del vile spaventandosi al suono della musica della piva - suonata dall'amante della donna che l'ecclesiastico stava possedendo - e fuggendo nel timore di essere stato scoperto dai parenti della giovane: la fuga e la ridicolizzazione dell'ecclesiastico sono la giusta punizione per aver infranto i propri voti, e sono utilizzati dal narratore per deridere il clero corrotto. Nella novella II si ha l'esempio di prelato bugiardo che inganna una donna approfittandosi dell'ascendente (che deriva dalla sua posizione di clericale) che ha su di lei, per poter possederla. Inoltre il prete sfrutta l'argomento religioso nella "trama" del suo inganno, rendendo ancor più evidente la propria meschinità.

### Parte II
La seconda parte comprende le novelle che vanno dalla XI alla XX. Nonostante i diversi temi trattati, l'inganno è sempre alla base, utilizzato sia per ingannare il marito della donna amata e conquistarla, sia per fare truffe e beffe con lo scopo di ricavare denaro.
Le prime cinque novelle trattano di adulteri commessi a danno di mariti gelosi. Infatti, in tutte, la donna sedotta è una moglie infelice di un uomo molto possessivo, che la tratta male o la picchia o non la soddisfa. In una sola novella, la XIV, l'uomo geloso e avido è il padre della ragazza. Quasi sempre il giovane che si innamora della povera donna è un cavaliere nobile che riesce ad ingannare e beffarsi del marito per arrivare al suo scopo. Il marito, spesso, dopo essere stato beffato, muore dalla vergogna, e la moglie si risposa o si diverte con l'amante. Gli stratagemmi ideati dagli innamorati sono molto astuti e spesso anche estremi: per esempio, nella novella XII il giovane arriva addirittura a travestirsi da donna per ingannare l'oste di un albergo e andare a dormire con sua moglie; oppure, nella novella XV, quando un cardinale innamorato di una donna sposata non riesce ad ottenerla, arriva a corrompere il marito con molto denaro per passare una notte con lei.
Le altre cinque novelle parlano di truffe e beffe fatte a signori di alta classe borghese. In queste gli inganni utilizzati sono come sempre molto astuti e ben ingegnati, però gli autori di queste beffe non sono uomini di alta classe sociale, bensì persone comuni dotate di grande intelligenza che riescono ad ingannare dottori di legge, uomini ricchi e, nella novella XVI, perfino San Bernardino e l'intera popolazione di Firenze. L'avarizia è molto evidente nella novella XVIII, nella quale un frate predicatore di S. Antonio riceve in dono una tela da una donna; quando il marito viene a sapere del fatto si turba molto e insegue il frate per impossessarsene nuovamente, alla fine il frate butta del fuoco nella tela e la rende all'uomo a cui si brucia tra le mani: il popolo pensa che sia un miracolo e riempie di doni ed offerte il frate.

### Parte III
Nella terza parte del Novellino, ovvero quella che comprende le storie dalla ventunesima fino alla trentesima, il tema più frequente che troviamo è quello della passione amorosa (o meglio sensuale) perlopiù in personaggi di sesso femminile, che in più di un caso porta al tradimento nei confronti del marito.
Nell'esordio che precede le novelle della terza parte, l'autore scrive: "il defettivo muliebre sesso serà in parte crociato". In parte delle novelle, infatti, la passione amorosa e il desiderio di amore carnale si possono definire irrazionali, perché spingono alcune donne, anche di alta società e sposate, ad aver rapporti amorosi apparentemente inspiegabili, come con mori, un nano e in un caso addirittura con il proprio figlio (rispettivamente novelle XXII, XXIV, XXV; XXVIII e XXIII). Il tema centrale di buona parte delle novelle è quindi l'irrefrenabile desiderio di sesso, che porta i protagonisti ad architettare stratagemmi intricati e talvolta anche a tradire la fiducia dei propri cari pur di raggiungere i propri fini. In questi racconti, alle donne in questione piace dare loro speranza e sfruttarli. La figura della donna è quindi vista come qualcosa di meschino. Al contrario, l'uomo, che pur sempre tradisce il marito della fanciulla amata e quindi non è privo di colpe, si rende poi conto dell'errore che sta commettendo e alla fine rinuncia al suo intento. Questa distinzione netta caratterizza probabilmente un forte maschilismo presente in età medievale e che di certo non era scomparso agli inizi del rinascimento. La donna era vista come un qualcosa di provocatorio, così da giustificare atti che anche l'uomo faceva, spinto dalla lussuria.
Ci sono però alcuni casi, come nelle novelle XXVI, XXIX e XXX, dove le donne dimostrano astuzia negli amori segreti. In queste prevale la ragione sulla passione, perché l'amore è qualcosa di più spirituale e meno carnale, anche se poi anche quest'ultimo non viene meno. La donna, riesce così a conquistare l'uomo che ama davvero, in mezzo a tanti che invece la desiderano solo carnalmente. L'esempio più chiaro è forse la novella XXIX, che parla di una donna che ha molti amanti. Una sera il suo marito parte e tre di loro si fanno avanti. Dopo una serie di vicende dove i tre amanti si ostacolano a vicenda, il più astuto e unico amato dalla donna, riesce a prevalere sugli altri e ad ingraziarsela per una sera, così da soddisfare le sue voglie, e poi tutto torna alla normalità. Da notare che nella novella in questione è presente un richiamo alla prima parte della raccolta, quella anticlericale. Uno dei tre amanti di Viola, infatti, è un frate che, in preda alle passioni, vuole avere un rapporto sessuale con essa. Questo ci fa capire quanto il clero fosse, secondo Masuccio, corrotto ed empio. Non solo, infatti, il frate avrebbe dovuto abbandonare le sue voglie nel momento in cui aveva preso i voti, ma stava anche per commettere adulterio, dal momento che la sua amata era sposata.
C'è poi un'ultima tipologia, nella novella XXVII, dove è la donna ad essere tradita dal suo amante (che l'abbandona) e, in preda alla collera, lo cerca in lungo e in largo, bramosa di vendetta. Fortunatamente, con lei c'è il Podestà, che riesce a riappacificarli e tutto si conclude nel migliore dei modi.

### Parte IV
La parte quattro del Novellino parla dell'amore, legato a morte e inganno. Protagonista delle novelle, a differenza della parte precedente, è sempre l'uomo o la coppia nel suo insieme, ma mai la donna singolarmente. L'amante, protagonista nelle novelle pari, è evidentemente presentato sotto una luce positiva, e la donna, anche nelle trame dove compie adulterio, non viene mai infamata: spesso il compiere adulterio la libera dal sottostare alla potestà di un uomo presentato come ottuso e ingenuo, in quanto spesso, inconsciamente, aiuta l'amante della moglie nel suo intento.
Lo stesso Masuccio, nel commento che segue ogni novella, dimostra sempre di apprezzare l'astuzia dell'amante, rendendo ancor più evidente al lettore chi sia il "buono". Nelle novelle dispari, invece, protagonista è la coppia di amanti nella sua interezza: in queste novelle sono esaltati i buoni sentimenti, e lo stesso amore è elevato a un piano più spirituale. Queste novelle differiscono dalle altre anche per il finale drammatico, finale che invece nelle novelle pari ha un carattere da commedia, reso possibile soprattutto dalla figura del marito geloso che si accorge di essere stato ingannato.
Alla distinzione fatta prima si associa quella di due trame “standard”: in una, quella propria delle novelle dispari, l'uomo muore di morte violenta e la donna si suicida non riuscendo a sopportare la morte dell'amante, mentre nell'altra, quella propria delle novelle pari, è sempre presente il tema dell'inganno, con cui l'amante riesce a sottrarre la donna al marito. Protagonista delle novelle, a differenza della parte tre, è sempre l'uomo o la coppia nel suo insieme, ma mai la donna singolarmente.
Dal secondo dei due modelli sopra citati, si distacca -pur essendo sempre presente il tema dell'inganno- la novella XXXVI, dove chi inganna sono le mogli, e tutti e quattro i protagonisti sono amici: infatti Petruccio desidera Catarina, moglie dell'amico Augustino: Catarina racconta tutto a Selvaggia, moglie di Petruccio, e le due cercano di umiliare quest'ultimo facendogli credere di essere in compagnia di Catarina mentre in realtà è in compagnia della moglie. 
Per una serie di eventi, Petruccio evita l'inganno e i due uomini trascorrono la notte l'uno con la moglie dell'altro. Gli uomini traditi sono due, ma sono due anche le donne tradite, inoltre nessuno dei protagonisti è presentato negativamente, come accade ai mariti traditi delle altre novelle. 
L'altra differenza dalle altre novelle pari è che l'inganno non va a buon fine, e anzi si ritorce contro le due donne, costrette, pur non volendo, ad andare l'una col marito dell'altra.
La novella più importante della quarta parte è la XXXIII, ambientata a Siena: intitolata “Mariotto e Ganozza“, fu indirettamente di ispirazione a William Shakespeare per il Romeo e Giulietta (per il tramite della Historia novellamente ritrovata di due nobili amanti di Luigi da Porto e della trasposizione che di questa fece poi Matteo Bandello).

### Parte V
La quinta parte è l'ultima del Novellino di Masuccio Salernitano, e va dalla novella XLI alla L. Le novelle parlano perlopiù dell'amore, inteso non come amore puro, ma come rapporto extraconiugale e carnale, come nella novella XLII, in cui la regina di Polonia ha un rapporto sessuale, da cui rimarrà anche incinta, con un cavaliere. In quanto la regina ha promesso all'amante di far morire il figlio avuto dal marito, è presentata come una persona malvagia e lussuriosa, che infatti paga con la vita i suoi eccessi. Si parla anche di stupri: per esempio, nella novella L, in cui due cavalieri stuprano le figlie di un nobile castigliano. L'ultimo tipo di amore è quello inteso come svago: durante un viaggio, come nella novella XLV, o durante una guerra o il ritorno da essa, come nella XLI. 
In queste ultime dieci novelle, notiamo anche che ci sono nobili con parti da protagonista: a volte sono positive, come nel caso di un nobile siciliano che per aiutare due ragazze stuprate e prende come mogli e gli lascia l'eredità, ma a volte sono negative, come la regina Polacca, che pur di andare con un cavaliere manda il figlio a morire. In tutte le novelle si riscontra un lieto fine.